# 苑田聡彦
苑田 聡彦（そのだ としひこ、1945年2月23日 - ）は、福岡県出身の元プロ野球選手（外野手、内野手）。

## 来歴
三池工高では原貢の指導を受ける。三池工高には一般入試不合格後、定時制で入学。その際に尽力してくれた原貢監督へのお礼にと、貢の長男原辰徳とよく遊んであげたという。九州一のスラッガーとして名を馳せ「中西二世」とも呼ばれ期待されていた。1962年秋季九州大会準決勝に進むが、小倉工に敗退。翌1963年夏の甲子園県予選は準々決勝で嘉穂東高に敗れる。
1964年にプロ入り。地元の西鉄ライオンズをはじめ9球団が獲得に乗り出したが、苑田が選んだのは一番条件の低かった広島カープだった。広島入団の決め手となったのは担当だった久野久夫スカウトの人柄であり、「久野さんの熱心さにひかれた。お金はどうでもよかった」と語っている。
173センチという小柄な体でプレーし、技術面では問題なかったが精神面で弱く、なかなか一軍では結果を残せなかった。4年目となる1967年はオープン戦で好調も、開幕時には二軍行きを命じられ悔しさを味わった。その悔しさが苑田を変え、2ヵ月後に一軍へ戻ると、6月に山本一義の負傷欠場で右翼手の定位置を掴み、チャンスメーカーとして起用される。この年は109試合に出場、うち98試合に先発し、規定打席には届かなかったが打率.266と自己最高の成績を残した。ようやく定位置も確保できると思われた1969年に山本浩二の入団で外野から内野へコンバートされる。当初は外野で山本と競い合いたい気持ちが強く、山本が入団してきた年の契約で内野コンバート前提の契約が盛り込まれていたので春のキャンプに入ってもなかなかサインをしなかった。当初は全く守備がものにならず、一時は内野転向が白紙になりかかるが（コーチの広岡達朗にすら「内野手のセンスはゼロですね。教えても絶対に上達しない。」と思われていたほどだった）、粘り強い指導を受けた結果、ある時から突然動きが良くなり内野手として使える目途が立つ。この苑田のコンバート成功は広岡にとって大きな経験となり、指導者として開眼する転機となったと述懐している1969年は開幕から二塁手、一番打者に抜擢されるが、やはり守備が負担となり打撃が低迷、シーズン中盤には故障もあって先発を外れた。同年10月には二塁手として先発に復帰するものの、翌1970年には国貞泰汎が移籍入団、出場機会が減少する。
しかし1972年には三塁手、二塁手としての出場機会が増え、45試合に先発出場。1973年からは上垣内誠と併用され、三塁手として起用される。翌1974年は打率.300の好記録を残した。1975年には衣笠祥雄が三塁手に回り行き場を失ったが、5月に大下剛史が負傷欠場し、代わりに二塁手、一番打者として10試合で40打数17安打と大当たりする。5月17日の大洋ホエールズ戦では先頭打者本塁打を放ち、チームを首位へと浮上させた。その後も三村敏之、シェーンの代役として出場し、スーパーサブとしてこの年の球団の初優勝に貢献し、自身も忘れられないシーズンとなった。阪急ブレーブスとの日本シリーズでも最終戦で代打として出場を果たしている。
1977年に現役引退し、スカウトとして球団に残り、東日本を中心に活動。スカウトとしてのスタートは球団から唐突に「東京でマンション一部屋探しとけ」の指令からだった。ほとんど知らなかった東日本での活動に当初はかなり苦労した。江藤智、金本知憲、嶋重宣、黒田博樹、大竹寛、永川勝浩、會澤翼、丸佳浩などを入団させた。2006年からスカウト部長に就任、その後スカウト統括部長に就任。2024年に統括部長を後進に譲り、スカウト部門顧問となった。2025年2月に80歳を迎えるのを機に野球界から引退。

## 人物
スカウトとしての座右の銘は「選手に惚れる」。これはと思う選手の試合や練習に、熱意をもって何度も通い詰め、選手としての可能性と人間性をしっかり確認して獲得する事を、スカウトの流儀としている。これは自身を見出した久野久夫のスカウトスタイルでもあり、苑田も大きな影響を受けた。黒田博樹はこの様な苑田の姿勢に感銘し、広島を逆指名したという。
選手適性だけではなく、スカウト適性の観察眼を持っている。発掘力は経験を積めば自然と備わるので、むしろ人柄や礼儀がスカウトの適性だとする。自身のかつての担当選手であり、2024年にスカウト統括部長を引き継いだ白武佳久も、白武の人間性を評価した苑田が球団に推薦し、現役引退後スカウトに就任した。その他松本奉文、鞘師智也、尾形佳紀らも苑田からスカウトとして見出された。
実弟に、三池工高が1965年夏の甲子園で初出場初優勝した時の外野手で、その後は法大、熊谷組でも活躍、1968年東京六大学野球春季ベストナインに選出された苑田邦夫がいる。

## 選手としての特徴
パンチ力ある打撃と堅実な守備が持ち味の内野手。入団当初は外野手であったが、1969年に内野手に転向した。

## 詳細情報

### 年度別打撃成績
| 年 度      | 球 団      | 試 合 | 打 席 | 打 数 | 得 点 | 安 打 | 二 塁 打 | 三 塁 打 | 本 塁 打 | 塁 打 | 打 点 | 盗 塁 | 盗 塁 死 | 犠 打 | 犠 飛 | 四 球 | 敬 遠 | 死 球 | 三 振 | 併 殺 打 | 打 率 | 出 塁 率 | 長 打 率 | O P S |
| ---------- | ---------- | ----- | ----- | ----- | ----- | ----- | -------- | -------- | -------- | ----- | ----- | ----- | -------- | ----- | ----- | ----- | ----- | ----- | ----- | -------- | ----- | -------- | -------- | ----- |
| 1964       | 広島       | 1     | 1     | 1     | 0     | 0     | 0        | 0        | 0        | 0     | 0     | 0     | 0        | 0     | 0     | 0     | 0     | 0     | 0     | 0        | .000  | .000     | .000     | .000  |
| 1965       | 広島       | 13    | 12    | 11    | 0     | 1     | 0        | 0        | 0        | 1     | 0     | 0     | 0        | 0     | 0     | 1     | 0     | 0     | 6     | 0        | .091  | .167     | .091     | .258  |
| 1966       | 広島       | 28    | 20    | 19    | 2     | 2     | 0        | 0        | 1        | 5     | 1     | 0     | 0        | 0     | 0     | 1     | 0     | 0     | 4     | 0        | .105  | .150     | .263     | .413  |
| 1967       | 広島       | 109   | 425   | 402   | 55    | 107   | 18       | 6        | 8        | 161   | 35    | 8     | 7        | 6     | 1     | 13    | 0     | 3     | 65    | 6        | .266  | .294     | .400     | .695  |
| 1968       | 広島       | 75    | 156   | 151   | 16    | 31    | 1        | 1        | 3        | 43    | 7     | 5     | 3        | 0     | 0     | 5     | 0     | 0     | 27    | 1        | .205  | .231     | .285     | .516  |
| 1969       | 広島       | 39    | 116   | 106   | 6     | 20    | 1        | 0        | 0        | 21    | 4     | 2     | 3        | 3     | 1     | 6     | 0     | 0     | 20    | 1        | .189  | .232     | .198     | .430  |
| 1970       | 広島       | 41    | 65    | 58    | 3     | 11    | 2        | 0        | 1        | 16    | 5     | 2     | 0        | 3     | 0     | 4     | 0     | 0     | 10    | 0        | .190  | .242     | .276     | .518  |
| 1971       | 広島       | 48    | 60    | 58    | 9     | 11    | 1        | 1        | 1        | 17    | 4     | 0     | 0        | 0     | 0     | 1     | 0     | 1     | 9     | 3        | .190  | .217     | .293     | .510  |
| 1972       | 広島       | 87    | 192   | 175   | 15    | 39    | 3        | 2        | 2        | 52    | 15    | 4     | 4        | 5     | 0     | 12    | 0     | 0     | 20    | 4        | .223  | .273     | .297     | .570  |
| 1973       | 広島       | 98    | 166   | 141   | 10    | 30    | 6        | 1        | 0        | 38    | 1     | 0     | 2        | 9     | 0     | 16    | 1     | 0     | 27    | 3        | .213  | .293     | .270     | .562  |
| 1974       | 広島       | 94    | 260   | 237   | 31    | 71    | 6        | 2        | 3        | 90    | 21    | 2     | 3        | 9     | 1     | 12    | 0     | 1     | 35    | 2        | .300  | .336     | .380     | .716  |
| 1975       | 広島       | 61    | 149   | 142   | 15    | 35    | 5        | 0        | 1        | 43    | 6     | 2     | 1        | 1     | 1     | 5     | 0     | 0     | 13    | 4        | .246  | .272     | .303     | .575  |
| 1976       | 広島       | 80    | 174   | 163   | 13    | 35    | 5        | 3        | 2        | 52    | 15    | 1     | 2        | 3     | 3     | 4     | 0     | 1     | 20    | 3        | .215  | .238     | .319     | .557  |
| 1977       | 広島       | 40    | 48    | 47    | 3     | 10    | 1        | 0        | 1        | 14    | 1     | 1     | 0        | 1     | 0     | 0     | 0     | 0     | 10    | 0        | .213  | .213     | .298     | .511  |
| 通算：14年 | 通算：14年 | 814   | 1844  | 1711  | 178   | 403   | 49       | 16       | 23       | 553   | 115   | 27    | 25       | 40    | 7     | 80    | 1     | 6     | 266   | 27       | .236  | .272     | .323     | .595  |

### 背番号
- 34 （1964年 - 1974年）
- 2 （1975年 - 1977年）